# Vittória Seixas
Vittória Rangel Seixas Gomes (Rio de Janeiro, 22 de dezembro de 2008) é uma atriz e cantora brasileira. Atuou em O Rico e Lázaro e em O Sétimo Guardião, tendo ganhado visibilidade por protagonizar a personagem Julieta na telenovela A Infância de Romeu e Julieta, do SBT e Prime Video. Para a trilha sonora da telenovela, cantou a música "Foi Assim", com Heitor Teixeira.

## Vida pessoal
Vittória é natural do Rio de Janeiro e atualmente mora em São Paulo. Sua carreira artística começou no teatro, ainda aos cinco anos de idade. Desde então, já participou de diversas peças, novelas e filmes.

## Carreira
Esteve no ar recentemente na telenovela A Infância de Romeu e Julieta, do SBT e Prime Video, na qual interpretou a protagonista Julieta. Vittória diz ter as atrizes Sophia Valverde e Larissa Manoela como inspirações: 

"É maravilhoso vê-las em cena com tanto talento desde tão pequenas, além de acompanhar o desdobramento das suas carreiras na TV e no cinema", afirmou.
Em entrevista à revista Ana Maria, Vittória comentou que estava reassistindo as telenovelas Carrossel, Chiquititas e Poliana Moça para buscar inspiração para sua personagem: 
"Tenho assistido Carrossel, Chiquititas e Poliana Moça. É maravilhoso vê-las em cena com tanto talento desde tão pequenas, e o desdobramento das suas carreiras no cinema. Na verdade, estar no SBT, essa fábrica de sonhos, onde todas elas começaram é o meu maior e melhor presente", revelou.

## Filmografia

### Televisão
| Ano     | Título                        | Personagem                            | Ref.          |
| ------- | ----------------------------- | ------------------------------------- | ------------- |
| 2017    | O Rico e Lázaro               | Ainoã                                 | [ 14 ] [ 15 ] |
| 2018–19 | O Sétimo Guardião             | Cristiana                             | [ 16 ] [ 15 ] |
| 2019    | Imagem Vinil                  | Valquíria                             | [ 15 ] [ 1 ]  |
| 2021    | Quanto Mais Vida, Melhor!     | Bianca Villas Marino (Bibi) (criança) | [ 1 ] [ 15 ]  |
| 2023–24 | A Infância de Romeu e Julieta | Julieta Campos Matos (Juli)           | [ 17 ] [ 15 ] |
| 2025    | Grande Sertão: A Série        | Diadorim (criança)                    |               |
| 2025    | A Vida de Jó (minissérie)     |                                       |               |

### Cinema
| Ano  | Título              | Personagem         | Ref.          |
| ---- | ------------------- | ------------------ | ------------- |
| 2015 | O Zelador           | Carol              | [ 1 ] [ 15 ]  |
| 2019 | Uma Tia da Pesada   | Amanda             | [ 18 ] [ 15 ] |
| 2024 | Grande Sertão       | Diadorim (criança) | [ 19 ] [ 15 ] |
| 2025 | Enterre Seus Mortos | Mariana            | [ 1 ] [ 15 ]  |

## Teatro
| Ano  | Título                 | Personagem      | Ref          |
| ---- | ---------------------- | --------------- | ------------ |
| 2019 | High School Musical    |                 | [ 20 ]       |
| 2019 | Shrek, o Musical       | Fiona (criança) | [ 1 ] [ 20 ] |
| 2019 | Shrek, o Musical       | Bebê Urso       | [ 1 ] [ 20 ] |
| 2020 | Uma Aventura na Neve 2 | Anna (criança)  | [ 1 ] [ 20 ] |
| 2020 | Uma Aventura na Neve 2 | Troll           | [ 1 ] [ 20 ] |
| 2022 | Annie                  |                 | [ 20 ]       |
| 2022 | O Reino de Simba       | Nala (filhote)  | [ 1 ] [ 20 ] |